# Левенська ратуша
Левенська ратуша (нід. Stadhuis van Leuven) — ратуша у бельгійському місті Левені, одна з головних пам'яток і символів міста.

## Історія
Будівля ратуші в Левені була зведена в 1440-х — 1460-х роках в стилі брабантської пізньої готики, як і місцева церква святого Петра. Фасад споруди багато оздоблений — декором і статуями. На кронштейнах витесано біблійні сцени.
У XIX столітті Левенську ратушу було відреставровано. Однак у XX столітті світові війни завдали будівлі значних пошкоджень. Якщо під час Першої світової війни руйнування споруди були порівняно невеликими, то після Другої світової Левенська ратуша була досить сильно зруйнована, відтак ремонтні роботи з повернення будівлі первісного стану тривали аж до 1983 року.

## Галерея

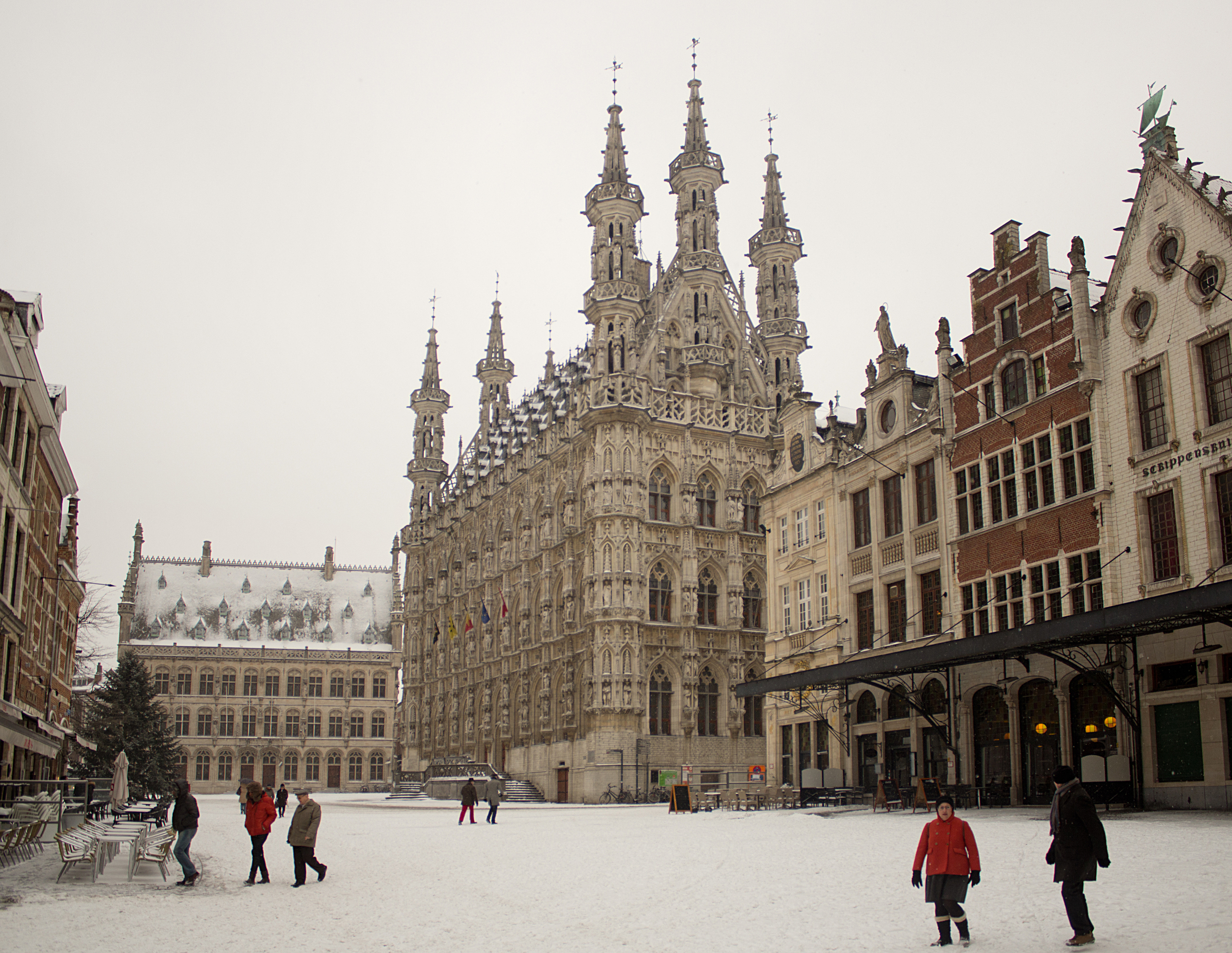
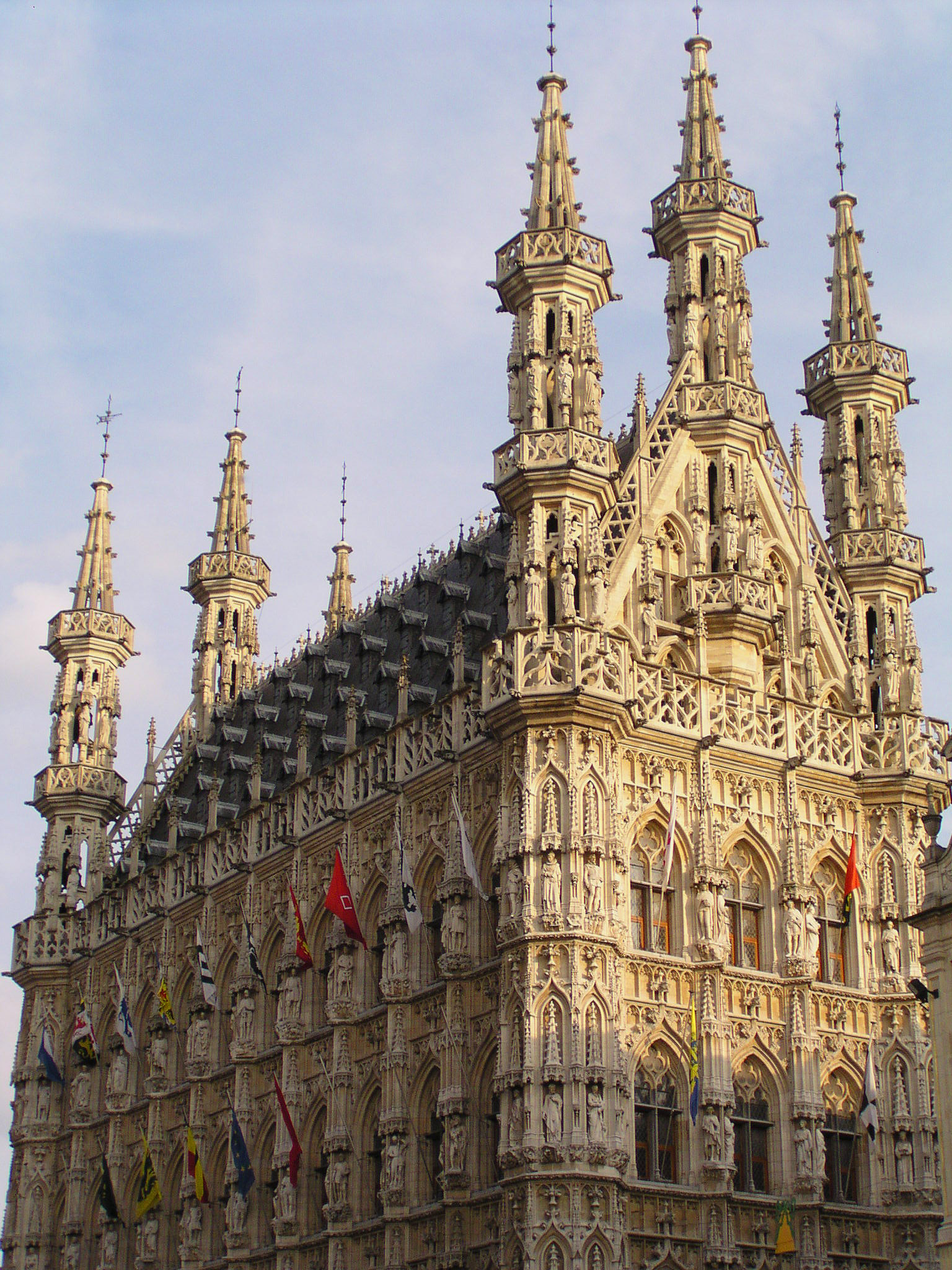
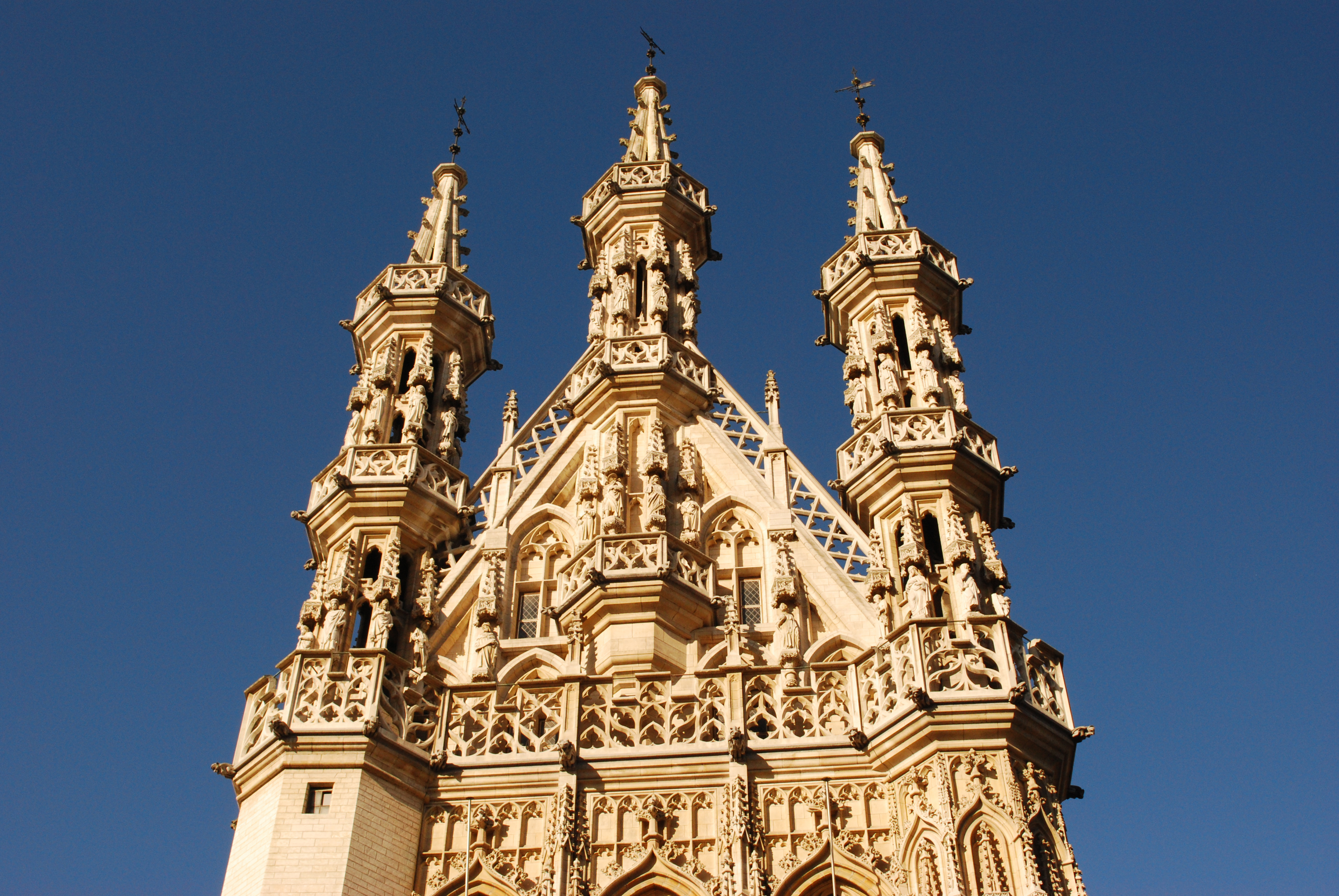
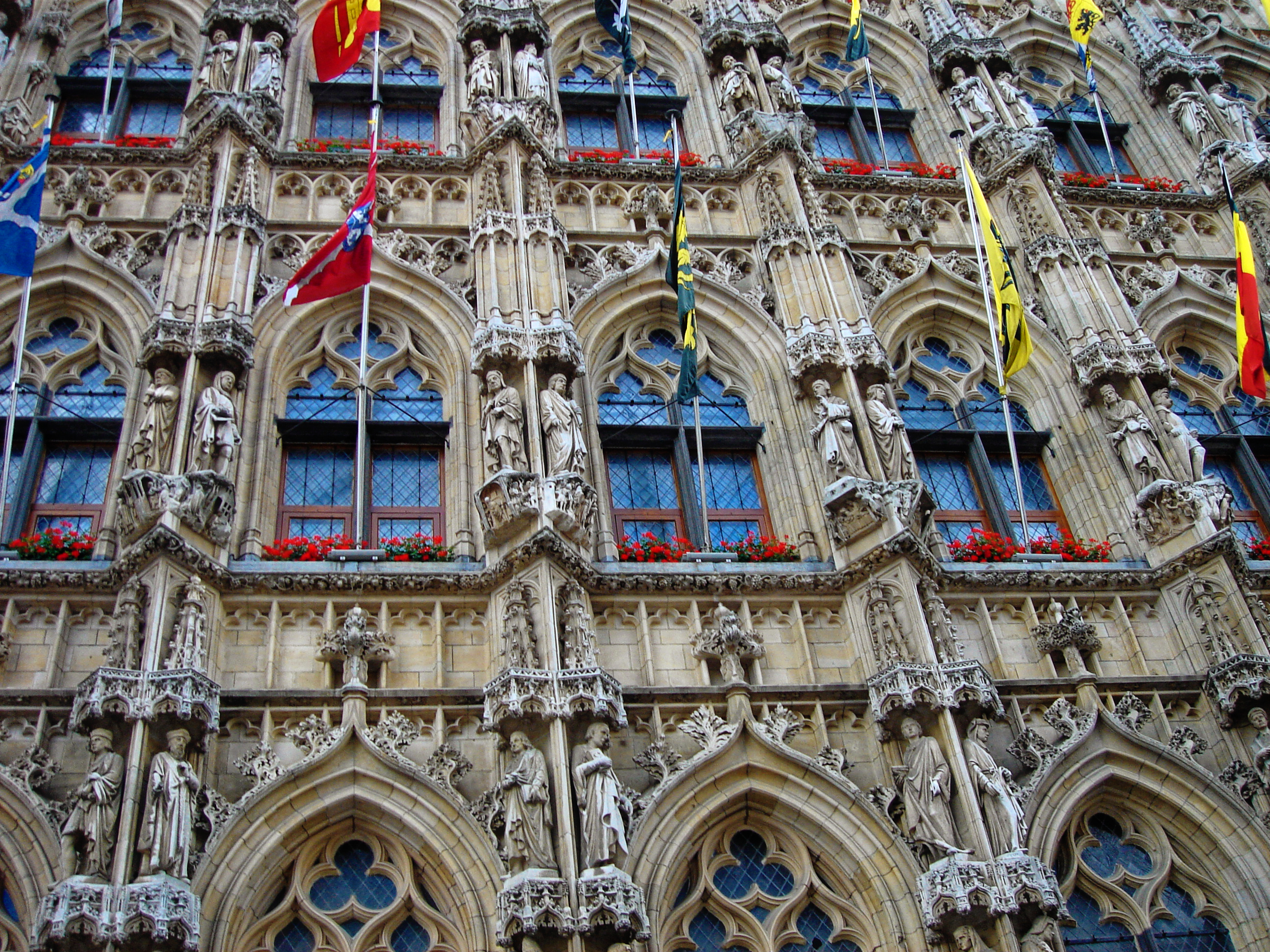
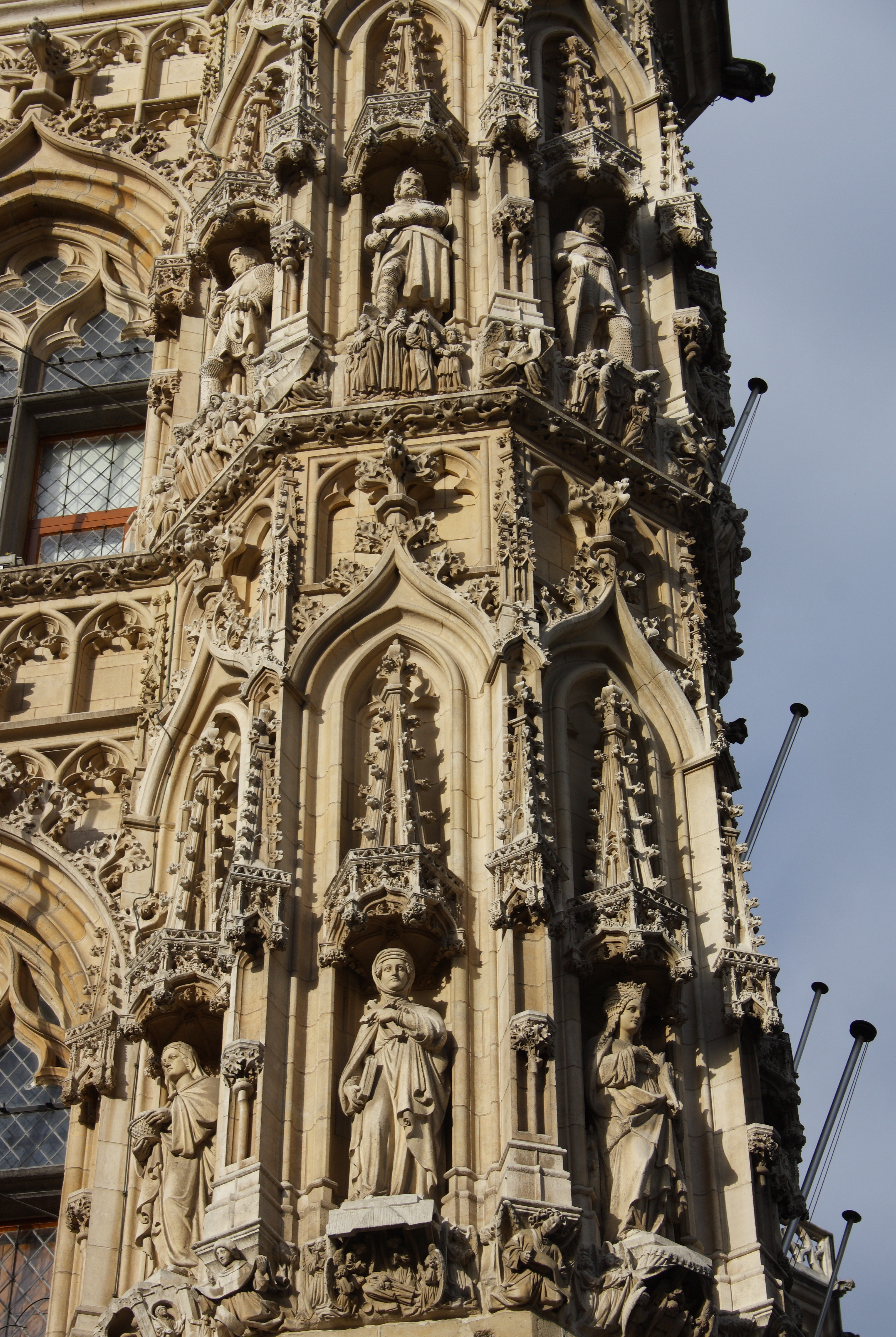